# مجنحات هيبرت
مجنحات هيبرت (الاسم العلمي: Hibbertopterus)، وهي جنس من عريضات الأجنحة، التي تعتبر مجموعة من المفصليات المائية المنقرضة. تم اكتشاف أحافير مجنحات هيبرت في رواسب الفترة الزمنية من العصر الديفوني في بلجيكا، واسكتلندا، والولايات المتحدة وحتى العصر الفحمي في اسكتلندا، وأيرلندا، وجمهورية التشيك وجنوب أفريقيا. تم تسميته النوع «مجنحات هيبرت سكولر» (Hibbertopterus scouleri) لأول مرة كنوع من عريضة الأجنحة المختلفة بشكل كبير، وذلك من قبل العالم صموئيل هيبرت في عام 1836. حيث تجمع بين اسمه والكلمة اليونانية πτερόν (pteron) التي تعني «الجناح».